# ديفيد وليامز (موسيقي أمريكي)
ديفيد وليامز (بالإنجليزية: David Williams)‏ هو موسيقي وعازف قيثارة أمريكي، ولد في 21 نوفمبر 1950، وتوفي في 6 مارس 2009 في هامبتون في الولايات المتحدة.

## وصلات خارجية
- دايفيد وليامز على موقع IMDb (الإنجليزية)
- دايفيد وليامز على موقع ميوزك برينز (الإنجليزية)
- دايفيد وليامز على موقع أول ميوزيك (الإنجليزية)
- دايفيد وليامز على موقع ديسكوغز (الإنجليزية)